# Tu non hai capito niente/Non sono io
Tu non hai capito niente/Non sono io è un 45 giri di Luigi Tenco, pubblicato in Italia nel 1965.

## Descrizione
Venne distribuito dalla SAAR Records ed è l'unico estratto dall'album Luigi Tenco dello stesso anno.
Ha copertina identica all'album da cui è stato estratto, con Tenco seduto a terra con le gambe incrociate, proprio come il gatto accovacciato alla sua sinistra.
Il brano Tu non hai capito niente tratta il tema di un amore in cui vi è la mancanza di iniziativa della donna nel rapporto di coppia.
Tenco ha promosso questa canzone durante una delle puntate del varietà televisivo Le nostre serate condotto da Giorgio Gaber trasmesso dal Secondo Programma della RAI alla fine del 1965.

## Tracce
Testi e musiche di Luigi Tenco. Edizioni musicali Radio Record Ricordi (R.R.R.).
Lato A
1. Tu non hai capito niente – 2:07

Lato B
1. Non sono io – 1:55